# Vladyslav Mykoeljak
Vladyslav Stepanovytsj Mykoeljak (Oekraïens: Владислав Степанович Микуляк) (Sovjet-Unie, 30 augustus 1984) is een Oekraïense voetballer. Hij komt uit voor het Oekraïense Zakarpattja Oezjhorod.